# Formule de Clapeyron
Ne doit pas être confondu avec Formule de Clausius-Clapeyron ou Relations de Clapeyron.

Figure 1 – Diagramme de phase d'un corps pur. La formule de Clapeyron donne l'expression de la pente de ces courbes.
Note : ce diagramme est celui de l'eau, qui présente la particularité d'avoir une branche d'équilibre solide-liquide de pente négative ; pour la plupart des espèces chimiques cette branche a une pente positive.

En chimie physique, et plus particulièrement en thermodynamique, la formule de Clapeyron, également appelée relation de Clapeyron ou équation de Clapeyron, donne l'évolution de la pression de changement d'état d'un corps pur en fonction de la température. Elle porte le nom d'Émile Clapeyron qui l'établit en 1834.
Cette formule n'est valable que pour une transition de phase d'ordre 1 selon la classification d'Ehrenfest des transitions, c'est-à-dire, selon la classification actuelle, pour une transition de phase impliquant une enthalpie de changement d'état. Si tel n'est pas le cas, la transition est d'ordre supérieur et il faut se rapporter aux formules d'Ehrenfest. La formule de Clapeyron est donc principalement valable pour les transitions liquide-gaz, solide-liquide et solide-gaz.
La formule de Clausius-Clapeyron (ou relation de Clausius-Clapeyron, équation de Clausius-Clapeyron) est une forme simplifiée de la formule de Clapeyron permettant son intégration dans le cas d'un équilibre liquide-vapeur. Elle fut établie par Clapeyron dès 1834 et retrouvée par Rudolf Clausius en 1850.
La formule de Clapeyron donne la pente des diagrammes de phase tels que la figure 1 et permet, entre autres, la détermination expérimentale de l'enthalpie de changement d'état.
La formule de Clapeyron peut être étendue aux mélanges.

## Énoncé et démonstration

### Diagramme de Phase

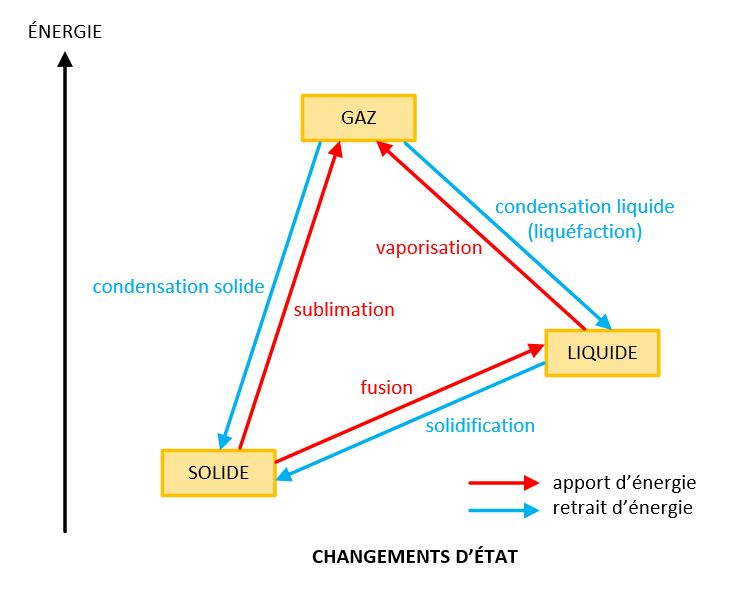
Figure 2 – Changements de phase.

Les principales transitions de phase impliquant une enthalpie de changement d'état sont les transitions liquide-gaz, solide-liquide et solide-gaz, voir la figure 2. Ces transitions sont appelées changements d'état. Les changements d'état se faisant à pression constante pour une température donnée, on peut reporter dans un diagramme P-T les domaines d'existence des diverses phases, voir la figure 1. La formule de Clapeyron représente la pente des courbes délimitant ces domaines dans ce diagramme.
Les trois courbes de transition se rejoignent au point triple qui est le seul point où coexistent les trois états physiques liquide, solide et gaz du corps pur. La branche de vaporisation se termine au point critique, point au-delà duquel le liquide et le gaz ne peuvent plus être différenciés.

### Énoncé
À température {\displaystyle T} donnée, un changement d'état d'un corps pur d'une phase notée {\displaystyle a} à une autre notée {\displaystyle b} s'effectue à pression constante {\displaystyle P_{a\to b}}, ce que l'on représente sur un diagramme de phase. Pour une transition de phase d'ordre 1 selon la classification d'Ehrenfest des transitions de phase, la pression de changement d'état {\displaystyle P_{a\to b}} varie en fonction de la température selon la formule de Clapeyron,, :
| Formule de Clapeyron : {\displaystyle \left({\mathrm {d} P_{a\to b} \over \mathrm {d} T}\right)={\Delta _{a\to b}H \over T\cdot \Delta _{a\to b}V}} |

que l'on peut également écrire :
avec :
- {\displaystyle T} la température de changement d'état (en kelvins, K) ;
- {\displaystyle P_{a\to b}} la pression de changement d'état à la température {\displaystyle T} (en pascals, Pa) ;
- {\displaystyle \Delta _{a\to b}H} l'enthalpie de changement d'état de la phase {\displaystyle a} à la phase {\displaystyle b} à la température {\displaystyle T} (en joules par mole, J mol−1) ;
- {\displaystyle \Delta _{a\to b}S} l'entropie de changement d'état de la phase {\displaystyle a} à la phase {\displaystyle b} à la température {\displaystyle T} (en joules par kelvin mole, J K−1 mol−1) ; {\displaystyle \Delta _{a\to b}H=T\cdot \Delta _{a\to b}S} ;
- {\displaystyle \Delta _{a\to b}V} le volume de changement d'état à la température {\displaystyle T} et sous la pression {\displaystyle P_{a\to b}} (en mètres cubes par mole, m3 mol−1) ;
  - {\displaystyle {\bar {V}}^{b}} et {\displaystyle {\bar {V}}^{a}} les volumes molaires du corps pur respectivement dans les phases {\displaystyle b} et {\displaystyle a} ;
  - {\displaystyle \Delta _{a\to b}V={\bar {V}}^{b}-{\bar {V}}^{a}}.

On peut également écrire cette formule selon :
avec :
- {\displaystyle \Delta _{a\to b}Z} la différence des facteurs de compressibilité du corps pur dans les phases {\displaystyle b} et {\displaystyle a} (grandeur sans dimension) ;
  - {\displaystyle Z^{b}={P_{a\to b}{\bar {V}}^{b} \over RT}} et {\displaystyle Z^{a}={P_{a\to b}{\bar {V}}^{a} \over RT}} les facteurs de compressibilité du corps pur respectivement dans les phases {\displaystyle b} et {\displaystyle a} ;
  - {\displaystyle \Delta _{a\to b}Z=Z^{b}-Z^{a}={P_{a\to b}\Delta _{a\to b}V \over RT}} ;
- {\displaystyle R} la constante universelle des gaz parfaits.

Note 1 - Unité de l'enthalpie de changement d'état.
L'enthalpie de changement d'état peut être exprimée par unité de masse (en joules par kilogramme, J kg−1), auquel cas il faut considérer des volumes massiques (en mètres cubes par kilogramme, m3 kg−1) au dénominateur.
Note 2 - Transition inverse.
Pour une transition de la phase {\displaystyle b} à la phase {\displaystyle a} on considère {\displaystyle \Delta _{b\to a}H=-\Delta _{a\to b}H} et {\displaystyle \Delta _{b\to a}V={\bar {V}}^{a}-{\bar {V}}^{b}=-\Delta _{a\to b}V}. Par conséquent :
Les transitions de l'état {\displaystyle a} vers l'état {\displaystyle b} et de l'état {\displaystyle b} vers l'état {\displaystyle a} ayant pour point commun le point triple, ceci implique qu'il ne peut y avoir d'hystérésis dans les changements d'état d'un corps pur : pour une température {\displaystyle T} donnée {\displaystyle P_{b\to a}=P_{a\to b}}, autrement dit, que la transition se fasse dans un sens ou dans l'autre, la pression de changement d'état d'un corps pur est la même.
Note 3 - Transitions de phase d'ordre supérieur.
Cette formule n'est valable que dans le cas d'une transition de phase d'ordre 1 selon la classification d'Ehrenfest des transitions de phase. Pour les transitions de phase d'ordre 2, voir les formules d'Ehrenfest,.

### Classification d'Ehrenfest, transition d'ordre 1
La classification d'Ehrenfest des transitions de phase repose sur le principe suivant, :
« Une transition de phase est d'ordre n si la fonction enthalpie libre et ses dérivées jusqu'à l'ordre n-1 sont continues, tandis qu'une de ses dérivées d'ordre n au moins est discontinue. »
Pour une transition d'ordre 1, la dérivée d'ordre 0 de l'enthalpie libre {\displaystyle G} est continue lors du changement d'état. Autrement dit, l'enthalpie libre est invariante lors du changement d'état à pression et température constantes. Ainsi, dans les conditions d'équilibre (mêmes pression et température), l'enthalpie libre d'une quantité {\displaystyle n} de corps pur dans l'état {\displaystyle a} est égale à l'enthalpie libre de cette même quantité de corps pur dans l'état {\displaystyle b} :
{\displaystyle G^{a}=G^{b}}
Étant donné l'identité de l'enthalpie libre molaire d'un corps pur et de son potentiel chimique, ceci implique que :
{\displaystyle {G^{a} \over n}={G^{b} \over n}={\bar {G}}^{a}={\bar {G}}^{b}=\mu ^{a}=\mu ^{b}}
En revanche, pour cette même transition d'ordre 1, les dérivées partielles d'ordre 1 de l'enthalpie libre :
{\displaystyle \left({\partial G \over \partial P}\right)_{T}=V}
{\displaystyle \left({\partial G \over \partial T}\right)_{P}=-S}
ne sont pas continues :
{\displaystyle V^{a}\neq V^{b}}
{\displaystyle S^{a}\neq S^{b}}
avec :
- {\displaystyle V^{a}} et {\displaystyle V^{b}} les volumes de la quantité {\displaystyle n} du corps pur respectivement dans les phases {\displaystyle a} et {\displaystyle b}, à la température {\displaystyle T} et sous la pression {\displaystyle P_{a\to b}} ;
- {\displaystyle S^{a}} et {\displaystyle S^{b}} les entropies de la quantité {\displaystyle n} du corps pur respectivement dans les phases {\displaystyle a} et {\displaystyle b}, à la température {\displaystyle T} et sous la pression {\displaystyle P_{a\to b}}.

On a donc, en termes de volume molaire et d'entropie molaire :
{\displaystyle {\bar {V}}^{a}\neq {\bar {V}}^{b}}
{\displaystyle {\bar {S}}^{a}\neq {\bar {S}}^{b}}
Dans une transition de phase d'ordre 1 il y a donc une enthalpie de changement d'état :
{\displaystyle \Delta _{a\to b}H=T\cdot \Delta _{a\to b}S=T\cdot \left({\bar {S}}^{b}-{\bar {S}}^{a}\right)\neq 0}
Dans une transition de phase d'ordre 1 le corps pur change de volume (par exemple dans la vaporisation d'un liquide le volume résultant de gaz est supérieur au volume initial de liquide), contrairement à une transition de phase d'ordre 2 (par exemple la transition conducteur-supraconducteur) où le volume du corps pur ne change pas. De plus, une transition de phase d'ordre 1 induit un changement d'entropie du corps pur, et donc implique une enthalpie de changement d'état (la vaporisation d'un liquide nécessite l'apport de chaleur), contrairement à une transition d'ordre 2 où il n'y a pas d'entropie de changement d'état. Dans une transition d'ordre 1 le corps pur passe par une série d'états intermédiaires où les deux phases coexistent (dans une vaporisation le liquide et la vapeur coexistent depuis l'état de liquide seul jusqu'à l'état de vapeur seule tant que la chaleur totale nécessaire à son évaporation complète n'a pas été apportée au liquide) ; au contraire les deux phases ne coexistent pas dans une transition d'ordre 2, celle-ci étant immédiate.

### Démonstration
Considérons le changement d'état d'un corps pur {\displaystyle {\rm {C}}} défini par l'équation suivante, mettant en jeu les phases {\displaystyle a} et {\displaystyle b} à pression {\displaystyle P_{a\to b}} et température {\displaystyle T} constantes :
{\displaystyle {\rm {C^{a}\rightleftarrows C^{b}}}}
À l'équilibre des phases, les potentiels chimiques du corps pur dans les deux phases sont égaux :
{\displaystyle \mu ^{b}=\mu ^{a}}
Si l'on modifie la température initiale de l'équilibre {\displaystyle T} pour une autre température {\displaystyle T+\mathrm {d} T}, tout en restant à l'équilibre des deux phases, alors la pression d'équilibre passe de {\displaystyle P_{a\to b}} à {\displaystyle P_{a\to b}+\mathrm {d} P_{a\to b}} et les potentiels chimiques passent respectivement de {\displaystyle \mu ^{a}} à {\displaystyle \mu ^{a}+\mathrm {d} \mu ^{a}} et de {\displaystyle \mu ^{b}} à {\displaystyle \mu ^{b}+\mathrm {d} \mu ^{b}}. Les potentiels chimiques des deux phases sont toujours égaux lorsque le système atteint son nouvel équilibre. On peut écrire pour le nouvel équilibre :
{\displaystyle \mu ^{b}+\mathrm {d} \mu ^{b}=\mu ^{a}+\mathrm {d} \mu ^{a}}
d'où l'égalité des variations des deux potentiels chimiques :
{\displaystyle \mathrm {d} \mu ^{b}=\mathrm {d} \mu ^{a}}
Selon la relation de Gibbs-Duhem appliquée à {\displaystyle n} moles de corps pur, la variation du potentiel chimique vaut :
{\displaystyle n\,\mathrm {d} \mu =V\,\mathrm {d} P-S\,\mathrm {d} T}
{\displaystyle \mathrm {d} \mu ={\bar {V}}\,\mathrm {d} P-{\bar {S}}\,\mathrm {d} T}
avec :
- {\displaystyle {\bar {V}}={V \over n}} le volume molaire du corps pur à {\displaystyle P} et {\displaystyle T} ;
- {\displaystyle {\bar {S}}={S \over n}} l'entropie molaire du corps pur à {\displaystyle P} et {\displaystyle T}.

Il s'ensuit, en déclinant l'expression pour chacune des deux phases {\displaystyle a} et {\displaystyle b}, et en considérant l'égalité des variations des potentiels chimiques :
{\displaystyle {\bar {V}}^{b}\,\mathrm {d} P_{a\to b}-{\bar {S}}^{b}\,\mathrm {d} T={\bar {V}}^{a}\,\mathrm {d} P_{a\to b}-{\bar {S}}^{a}\,\mathrm {d} T}
{\displaystyle \left({\bar {V}}^{b}-{\bar {V}}^{a}\right)\,\mathrm {d} P_{a\to b}=\left({\bar {S}}^{b}-{\bar {S}}^{a}\right)\,\mathrm {d} T}
On considère ici une transition de phase d'ordre 1 selon la classification d'Ehrenfest, soit :
{\displaystyle {\bar {V}}^{a}\neq {\bar {V}}^{b}}
{\displaystyle {\bar {S}}^{a}\neq {\bar {S}}^{b}}
ce qui permet d'écrire :
{\displaystyle {\mathrm {d} P_{a\to b} \over \mathrm {d} T}={{\bar {S}}^{b}-{\bar {S}}^{a} \over {\bar {V}}^{b}-{\bar {V}}^{a}}}
En introduisant l'enthalpie de changement d'état {\displaystyle \Delta _{a\to b}H}, l'entropie de changement d'état du corps pur vaut :
{\displaystyle {\bar {S}}^{b}-{\bar {S}}^{a}=\Delta _{a\to b}S={\Delta _{a\to b}H \over T}}
En notant le volume de changement d'état :
{\displaystyle \Delta _{a\to b}V={\bar {V}}^{b}-{\bar {V}}^{a}}
on obtient finalement la formule de Clapeyron :

## Relations de Clapeyron intégrées
On intègre entre deux états d'équilibre impliquant les deux mêmes phases : un état de référence {\displaystyle \left(P^{\circ },T^{\circ }\right)} et un état {\displaystyle \left(P_{a\to b},T\right)}.
L'enthalpie de changement d'état ne dépend que de la température. On peut par approximation considérer l'enthalpie de changement d'état comme constante sur des intervalles de température de l'ordre de quelques dizaines voire centaines de degrés.
Les volumes molaires dépendent de la température et de la pression. Dans le cas des phases condensées (liquide et solide) cette dépendance est faible et peut être considérée comme négligeable pour des intervalles de température peu importants. Les volumes molaires des phases condensées sont en outre négligeables devant celui d'une phase gaz, à condition toutefois d'être suffisamment éloigné du point critique pour un liquide.

### Transition liquide-gaz, formule de Clausius-Clapeyron
Considérons la vaporisation d'un liquide :
{\displaystyle {\rm {liquide\to gaz}}}
L'enthalpie de changement d'état mise en jeu est l'enthalpie de vaporisation {\displaystyle \Delta _{\text{vap}}H}. L'écart des volumes molaires vaut {\displaystyle \Delta _{\text{vap}}V={\bar {V}}^{\text{g}}-{\bar {V}}^{\text{l}}}.
Si l'on est suffisamment loin du point critique du corps pur, le volume molaire du liquide est négligeable devant celui du gaz :
{\displaystyle {\bar {V}}^{\text{l}}\ll {\bar {V}}^{\text{g}}}
{\displaystyle \Delta _{\text{vap}}V={\bar {V}}^{\text{g}}-{\bar {V}}^{\text{l}}\approx {\bar {V}}^{\text{g}}}
D'autre part, à des pressions de l'ordre de la pression atmosphérique le gaz peut être considéré comme parfait, aussi son volume molaire peut-il être calculé selon la loi des gaz parfaits :
{\displaystyle {\bar {V}}^{\text{g}}={RT \over P_{\text{vap}}}}
avec {\displaystyle R} la constante universelle des gaz parfaits. On obtient la formule de Clausius-Clapeyron, :
| Formule de Clausius-Clapeyron : {\displaystyle \left({\mathrm {d} P_{\text{vap}} \over \mathrm {d} T}\right)={P_{\text{vap}}\,\Delta _{\text{vap}}H \over RT^{2}}} |

que l'on trouve également sous la forme :
Contrairement à la formule de Clapeyron qui est valable quelles que soient les conditions de pression et température, c'est-à-dire du point triple au point critique dans le diagramme de phase du corps pur, cette relation n'est donc valable que :
1. si le volume molaire du liquide est négligeable devant celui du gaz, c'est-à-dire pour un équilibre loin du point critique,
2. si le gaz se comporte comme un gaz parfait, c'est-à-dire pour un équilibre aux basses pressions.

On intègre (pour mémoire, une enthalpie de changement d'état ne dépend que de la température) :
{\displaystyle \int _{P^{\circ }}^{P_{\text{vap}}}\,\mathrm {d} \ln P=-\int _{T^{\circ }}^{T}{\Delta _{\text{vap}}H \over R}\,\mathrm {d} {1 \over T}}
La pression de vaporisation {\displaystyle P_{\text{vap}}} est le plus souvent appelée pression de vapeur saturante du corps pur, notée {\displaystyle P^{\text{sat}}}.
Si l'on considère l'enthalpie de vaporisation {\displaystyle \Delta _{\text{vap}}H} comme une constante, on obtient la formule de Rankine, :
| Formule de Rankine : {\displaystyle \ln \!\left({P^{\text{sat}} \over P^{\circ }}\right)=-{\Delta _{\text{vap}}H \over R}\cdot \left({1 \over T}-{1 \over T^{\circ }}\right)} |

ou, de façon plus générale :
En introduisant une troisième constante {\displaystyle C} pour ajuster plus précisément la corrélation à des données expérimentales,, on obtient l'équation d'Antoine :
L'enthalpie de vaporisation est une grandeur positive, en conséquence la pression de vapeur saturante d'un corps augmente avec la température ; réciproquement, sa température de vaporisation (ébullition) augmente avec la pression. Par exemple l'eau bout à 100 °C sous la pression de 1 atm, mais au sommet du Mont Blanc, où la pression n'est que de 0,5 atm, l'eau bout à 85 °C. Au sommet de l'Everest, elle bout à 72 °C. Au contraire, au fond des océans la pression est telle que l'eau peut se maintenir liquide à plus de 300 °C près de sources chaudes.

### Transition solide-gaz
Considérons la sublimation d'un solide :
{\displaystyle {\rm {solide\to gaz}}}
L'enthalpie de changement d'état mise en jeu est l'enthalpie de sublimation {\displaystyle \Delta _{\text{sub}}H}. De même que pour l'équilibre liquide-gaz, le volume molaire du solide est négligeable devant celui du gaz, et aux basses pressions le gaz peut être considéré comme parfait. On obtient par conséquent, en intégrant la formule de Clapeyron en considérant l'enthalpie de sublimation constante, une formule similaire à la formule de Rankine obtenue précédemment :
| {\displaystyle \ln \!\left({P_{\text{sub}} \over P^{\circ }}\right)=-{\Delta _{\text{sub}}H \over R}\cdot \left({1 \over T}-{1 \over T^{\circ }}\right)} |

L'enthalpie de sublimation étant supérieure à l'enthalpie de vaporisation, soit {\displaystyle \Delta _{\text{sub}}H>\Delta _{\text{vap}}H}, aux alentours du point triple la courbe d'équilibre solide-gaz du corps pur dans un diagramme P-T a une pente supérieure à celle de la courbe d'équilibre liquide-gaz (voir figure 1).

### Transition liquide-solide
Considérons la fusion d'un solide :
{\displaystyle {\rm {solide\to liquide}}}
L'enthalpie de changement d'état mise en jeu est l'enthalpie de fusion {\displaystyle \Delta _{\text{fus}}H}. L'écart des volumes molaires vaut {\displaystyle \Delta _{\text{fus}}V={\bar {V}}^{\text{l}}-{\bar {V}}^{\text{s}}}. Les deux phases condensées ont des volumes molaires ({\displaystyle {\bar {V}}^{\text{l}}} pour le liquide et {\displaystyle {\bar {V}}^{\text{s}}} pour le solide) dépendant peu de la température et de la pression. On peut ainsi intégrer en considérant l'enthalpie de fusion et les volumes molaires comme constants :
{\displaystyle \int _{P^{\circ }}^{P_{\text{fus}}}\mathrm {d} P={\Delta _{\text{fus}}H \over \Delta _{\text{fus}}V}\int _{T^{\circ }}^{T}{\mathrm {d} T \over T}}
{\displaystyle {\Bigl [}P{\Bigr ]}_{P^{\circ }}^{P_{\text{fus}}}={\Delta _{\text{fus}}H \over \Delta _{\text{fus}}V}{\Bigl [}\ln T{\Bigr ]}_{T^{\circ }}^{T}}
et finalement :
| {\displaystyle P_{\text{fus}}-P^{\circ }={\Delta _{\text{fus}}H \over \Delta _{\text{fus}}V}\ln \!\left({T \over T^{\circ }}\right)} |

La courbe associée à cette relation correspond à la branche d'équilibre liquide-solide sur le diagramme de phase. Cette branche est presque linéaire aux basses pressions et est pratiquement verticale à cause du faible écart des volumes molaires des phases condensées ({\displaystyle {\bar {V}}^{\text{l}}\approx {\bar {V}}^{\text{s}}} d'où {\displaystyle \Delta _{\text{fus}}V\approx 0} et {\displaystyle \left|{\Delta _{\text{fus}}H \over \Delta _{\text{fus}}V}\right|\ggg 0}).
L'enthalpie de fusion étant une grandeur positive et le volume molaire d'un liquide étant le plus souvent supérieur à celui d'un solide, pour la quasi-totalité des corps purs la pente de la branche liquide-solide du diagramme P-T est positive : {\displaystyle {\Delta _{\text{fus}}H \over \Delta _{\text{fus}}V}>0}. L'eau est une exception (ainsi que l'antimoine, l'argent, le bismuth, le gallium, le germanium, le plutonium et le sodium) car le volume molaire du solide (glace) est supérieur à celui du liquide ({\displaystyle {\bar {V}}^{\text{s}}>{\bar {V}}^{\text{l}}}, par conséquent la glace flotte), ainsi {\displaystyle \Delta _{\text{fus}}V={\bar {V}}^{\text{l}}-{\bar {V}}^{\text{s}}<0}, la pente de la branche d'équilibre solide-liquide de l'eau est négative : {\displaystyle {\Delta _{\text{fus}}H \over \Delta _{\text{fus}}V}<0} (voir la figure 1).

## Applications

### Détermination de l'enthalpie de vaporisation

Figure 3 - Détermination de l'enthalpie de vaporisation (notée L).

La température et la pression d'équilibre associée d'un gaz au contact de son liquide peuvent être mesurées expérimentalement dans un autoclave. On peut ainsi déterminer l'évolution de la pression d'équilibre ou pression de vapeur saturante en fonction de la température. En considérant que l'enthalpie de vaporisation est constante sur l'intervalle de température expérimental, selon la formule de Rankine :
{\displaystyle \ln \!\left({P_{\text{vap}} \over P^{\circ }}\right)=-{\Delta _{\text{vap}}H \over R}\cdot \left({1 \over T}-{1 \over T^{\circ }}\right)}
{\displaystyle \ln P_{\text{vap}}+{\Delta _{\text{vap}}H \over R}{1 \over T}=\ln P^{\circ }+{\Delta _{\text{vap}}H \over RT^{\circ }}=A={\text{Cste}}}
d'où :
{\displaystyle \ln P_{\text{vap}}=-{\Delta _{\text{vap}}H \over R}{1 \over T}+A}
Si l'on trace le graphe {\displaystyle \ln P_{\text{vap}}=\operatorname {f} \left({1 \over T}\right)} on obtient une droite de pente négative, voir figure 3 :
{\displaystyle {\text{pente}}=-{\Delta _{\text{vap}}H \over R}}
La détermination graphique de cette pente permet le calcul de l'enthalpie de vaporisation :
{\displaystyle \Delta _{\text{vap}}H=-{\text{pente}}\cdot R}

### Cas particulier de la fusion de l'eau

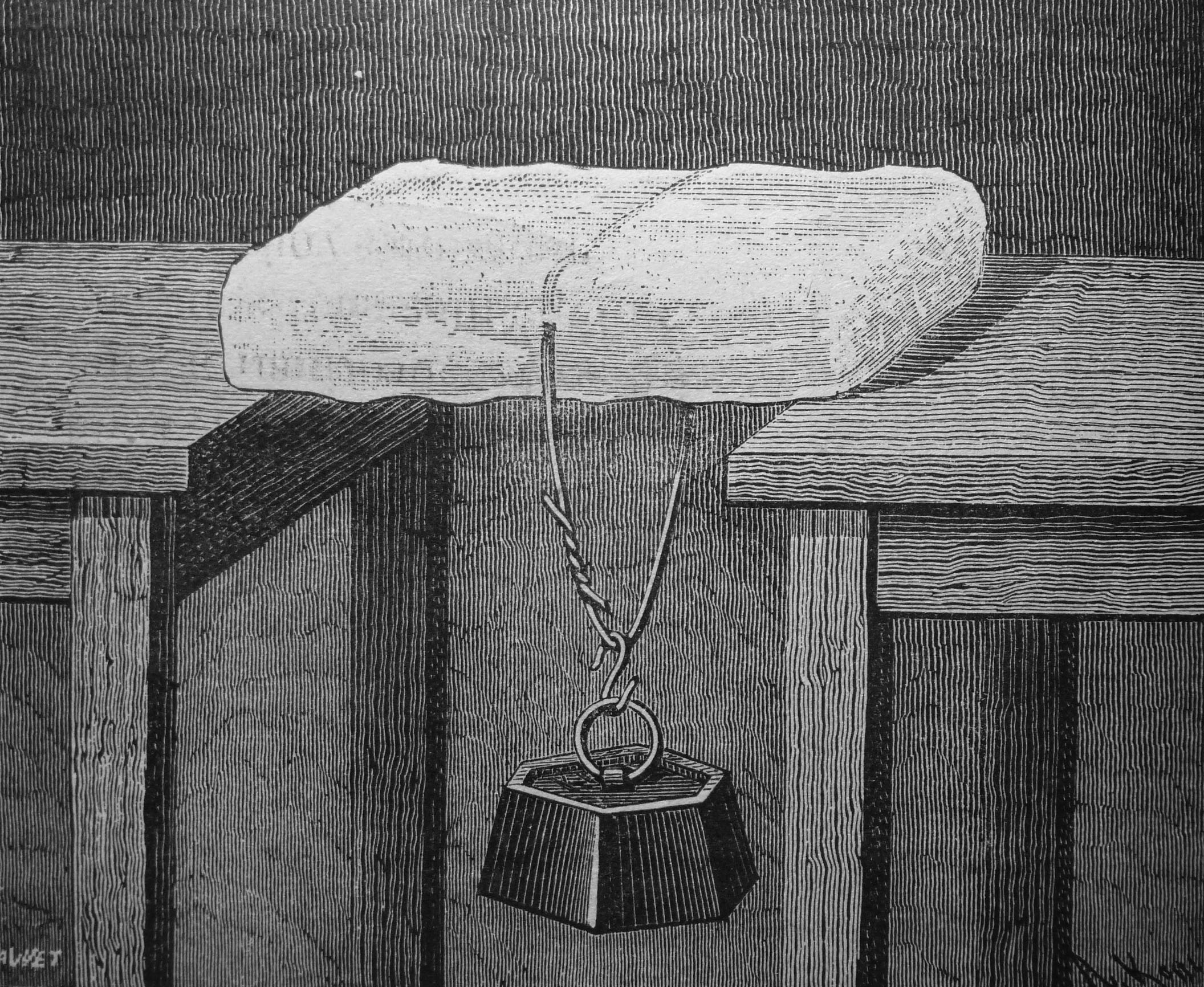
Figure 4 - Expérience de John Tyndall (1820-1893). Un fil lesté d'un poids passe à travers un pain de glace sans le rompre. La pression exercée par le fil sur la glace fait baisser localement la température de fusion de la glace qui fond et se resolidifie après le passage du fil.

L'eau est l'un des rares corps dont la masse volumique du solide est inférieure à celle du liquide (d'où le fait que la glace flotte). En conséquence, la température de fusion de l'eau diminue sous l'effet de la pression (pour la grande majorité des corps elle augmente avec la pression).
À pression atmosphérique la température de fusion de la glace est de {\displaystyle T^{\circ }} = 0 °C (273,15 K). La formule de Clapeyron intégrée permet de calculer le changement de pression nécessaire pour faire baisser la température de fusion à {\displaystyle T} = −1 °C (272,15 K) :
{\displaystyle \Delta P=P-P^{\circ }={\Delta _{\text{fus}}H \over \Delta _{\text{fus}}V}\ln \!\left({T \over T^{\circ }}\right)}
En utilisant les valeurs :
- {\displaystyle \Delta _{\text{fus}}h} = 333,5 kJ kg−1 l'enthalpie de fusion massique de l'eau ;
- {\displaystyle v^{\text{l}}} = 1,002 × 10−3 m3 kg−1 le volume massique de l'eau liquide à 0 °C (soit une masse volumique de 998 kg m−3) ;
- {\displaystyle v^{\text{s}}} = 1,090 5 × 10−3 m3 kg−1 le volume massique de l'eau solide (glace) à 0 °C (soit une masse volumique de 917 kg m−3) ;

la pression relative à appliquer pour faire baisser la température de fusion de l'eau à −1 °C est de :
{\displaystyle \Delta P={333\,500 \over 1{,}002\times 10^{-3}-1{,}0905\times 10^{-3}}\ln \!\left({272{,}15 \over 273{,}15}\right)} = 13,82 MPa = 138,2 bar
soit une pression absolue de 139,2 bar.
Ceci est mis en évidence dans l'expérience de Tyndall (voir figure 4). Un fil lesté d'un poids est posé sur un pain de glace. Sous l'effet de la pression due au fil la température de fusion baisse et la glace fond localement, en conséquence le fil descend dans le bloc de glace. L'eau redevient solide après le passage du fil, lorsque la pression redevient normale. Le fil traverse ainsi le bloc de glace sans le rompre.
Cette particularité explique le déplacement des glaciers : le poids de la glace exerce sur la base du glacier une pression telle que l'eau y fond, permettant le glissement de la masse de glace par gravité sur un sol pentu. De même, en patinage sur glace l'augmentation de pression au sol (par rapport à la pression atmosphérique) due au poids du patineur fait baisser la température de fusion de la glace, celle-ci fond en conséquence et il se forme une mince couche d'eau liquide sous le patin, ce qui permet la glisse. Le poids du patineur étant transmis au sol par la surface de contact de la lame du patin, très faible, la pression résultante est très importante.

### Météorologie
En météorologie, la formule de Clausius-Clapeyron est utilisée couramment dans les diagrammes thermodynamiques comme les téphigrammes, Skew-T et émagrammes pour le calcul des énergies de changement de phase de l'eau atmosphérique (notée {\displaystyle L}). Sur un diagramme pression-température (P-T), la ligne séparant les deux phases est la courbe de coexistence {\displaystyle \mathrm {d} P/\mathrm {d} T}. Pour la pression de vapeur saturante de l'eau {\displaystyle e_{s}}, la formule de Clausius-Clapeyron devient :
{\displaystyle {\mathrm {d} e_{s} \over \mathrm {d} T}={L\,e_{s} \over R\,T^{2}}}
où {\displaystyle R} est la constante universelle des gaz parfaits.

## Extension aux mélanges

### Diagramme de phase des mélanges

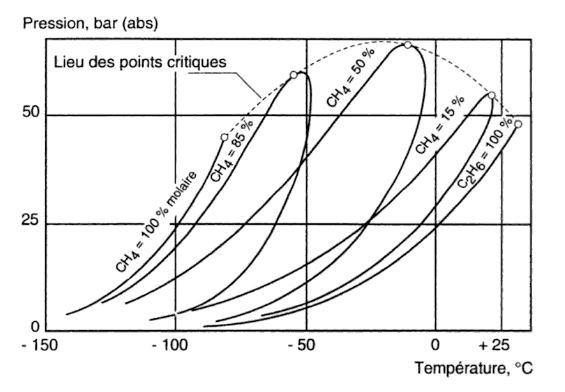
Figure 5 - Diagramme de phase des mélanges méthane-éthane. Pression de changement d'état en fonction de la température et de la composition.

Pour les mélanges on peut, à composition donnée, tracer les courbes de changement d'état dans un diagramme représentant la pression en fonction de la température. La figure 5 montre un ensemble de courbes d'équilibre liquide-vapeur du système méthane-éthane obtenues pour diverses compositions du mélange. Les courbes du méthane et de l'éthane purs y sont également représentées.
Les points critiques sont marqués par des cercles. Le lieu géométrique des points critiques des mélanges commence et finit aux points critiques des corps purs.
Une courbe pleine, pour une composition donnée, présente deux branches qui se rejoignent au point critique. La branche joignant le point critique par la gauche (basses températures) est la courbe d'ébullition du mélange ; celle joignant le point critique par la droite (hautes températures) est la courbe de rosée. À gauche de la courbe d'ébullition le mélange est liquide, à droite de la courbe de rosée il est gazeux. Au-delà du point critique il est supercritique.
Pour une composition donnée, entre la courbe d'ébullition et la courbe de rosée le mélange est biphasique. Dans ce domaine, à pression et température données, les compositions de la phase liquide et de la phase gaz en équilibre sont données respectivement par la courbe d'ébullition et la courbe de rosée passant par ce point du diagramme.
Comme pour un corps pur, on peut établir théoriquement l'expression des pentes de ces courbes d'ébullition et de rosée : il s'agit de l'extension de la formule de Clapeyron aux mélanges. Cette formule s'applique à tous les changements de phase entre solide, liquide et gaz.

### Énoncé de la formule pour les mélanges
La formule de Clapeyron étendue aux mélanges,,, pour un mélange de {\displaystyle N} constituants notés {\displaystyle i}, pour une phase {\displaystyle a} de composition constante en équilibre avec une phase {\displaystyle b} de composition variable, s'écrit :
| Formule de Clapeyron étendue aux mélanges : {\displaystyle \left({\partial P_{a\to b} \over \partial T}\right)_{x^{a}}={{\bar {H}}^{b}-\sum _{i=1}^{N}x_{i}^{b}\,{\bar {H}}_{i}^{a} \over T\cdot \left({\bar {V}}^{b}-\sum _{i=1}^{N}x_{i}^{b}\,{\bar {V}}_{i}^{a}\right)}} |

ou :
avec :
- {\displaystyle x_{i}^{a}} et {\displaystyle x_{i}^{b}} les fractions molaires du corps {\displaystyle i} respectivement dans les phases {\displaystyle a} et {\displaystyle b} ;
- {\displaystyle {\bar {H}}^{b}=\sum _{i=1}^{N}x_{i}^{b}{\bar {H}}_{i}^{b}} l'enthalpie molaire de la phase {\displaystyle b} ;
- {\displaystyle {\bar {H}}_{i}^{a}} et {\displaystyle {\bar {H}}_{i}^{b}} les enthalpies molaires partielles du corps {\displaystyle i} respectivement dans les phases {\displaystyle a} et {\displaystyle b} ;
- {\displaystyle {\bar {V}}^{b}=\sum _{i=1}^{N}x_{i}^{b}{\bar {V}}_{i}^{b}} le volume molaire de la phase {\displaystyle b} ;
- {\displaystyle {\bar {V}}_{i}^{a}} et {\displaystyle {\bar {V}}_{i}^{b}} les volumes molaires partiels du corps {\displaystyle i} respectivement dans les phases {\displaystyle a} et {\displaystyle b}.

Note 1 - Grandeurs molaires partielles de la phase {\displaystyle a}.
Dans l'expression de {\displaystyle \left({\partial P_{a\to b} \over \partial T}\right)_{x^{a}}}, les grandeurs molaires partielles de la phase {\displaystyle a}, {\displaystyle {\bar {H}}_{i}^{a}} et {\displaystyle {\bar {V}}_{i}^{a}}, sont pondérées par la composition de la phase {\displaystyle b}, les fractions molaires {\displaystyle x^{b}}. Néanmoins, elles sont des fonctions de la composition de la phase {\displaystyle a}, les fractions molaires {\displaystyle x^{a}} : {\displaystyle {\bar {H}}_{i}^{a}={\bar {H}}_{i}^{a}\!\!\left(P_{a\to b},T,x^{a}\right)} et {\displaystyle {\bar {V}}_{i}^{a}={\bar {V}}_{i}^{a}\!\!\left(P_{a\to b},T,x^{a}\right)}.
Les grandeurs molaires de la phase {\displaystyle b}, {\displaystyle {\bar {H}}^{b}} et {\displaystyle {\bar {V}}^{b}}, sont des fonctions de la composition de la phase {\displaystyle b}, les fractions molaires {\displaystyle x^{b}} : {\displaystyle {\bar {H}}^{b}={\bar {H}}^{b}\!\!\left(P_{a\to b},T,x^{b}\right)} et {\displaystyle {\bar {V}}^{b}={\bar {V}}^{b}\!\!\left(P_{a\to b},T,x^{b}\right)}.
Les écarts {\displaystyle {\bar {H}}^{b}-\sum _{i=1}^{N}x_{i}^{b}\,{\bar {H}}_{i}^{a}} et {\displaystyle {\bar {V}}^{b}-\sum _{i=1}^{N}x_{i}^{b}\,{\bar {V}}_{i}^{a}} correspondent donc aux variations de propriétés d'un mélange de composition {\displaystyle x^{b}} passant d'un état initial ayant les propriétés de l'état {\displaystyle a} à un état final ayant les propriétés de l'état {\displaystyle b}.
Note 2 - Formule du corps pur.
Dans le cas d'un corps pur {\displaystyle i} les fractions molaires {\displaystyle x_{i}^{a}=x_{i}^{b}=1}. Les grandeurs molaires partielles se confondent avec les grandeurs molaires : {\displaystyle {\bar {H}}_{i}^{a}={\bar {H}}^{a}} et {\displaystyle {\bar {V}}_{i}^{a}={\bar {V}}^{a}}. On retrouve la formule pour les corps purs.
Note 3 - Transition inverse.
Pour la transformation inverse, dans laquelle la phase {\displaystyle b} à composition constante est en équilibre avec la phase {\displaystyle a} de composition variable :
{\displaystyle \left({\partial P_{b\to a} \over \partial T}\right)_{x^{b}}={{\bar {H}}^{a}-\sum _{i=1}^{N}x_{i}^{a}\,{\bar {H}}_{i}^{b} \over T\cdot \left({\bar {V}}^{a}-\sum _{i=1}^{N}x_{i}^{a}\,{\bar {V}}_{i}^{b}\right)}}
avec :
- {\displaystyle {\bar {H}}^{a}=\sum _{i=1}^{N}x_{i}^{a}{\bar {H}}_{i}^{a}} l'enthalpie molaire de la phase {\displaystyle a} ;
- {\displaystyle {\bar {V}}^{a}=\sum _{i=1}^{N}x_{i}^{a}{\bar {V}}_{i}^{a}} le volume molaire de la phase {\displaystyle a}.

À la température {\displaystyle T}, on considère une phase {\displaystyle a} et une phase {\displaystyle b} de même composition {\displaystyle x} :
- la phase {\displaystyle a} est en équilibre avec une phase {\displaystyle b} de composition {\displaystyle x^{b}} à la pression {\displaystyle P_{a\to b}},
- la phase {\displaystyle b} est en équilibre avec une phase {\displaystyle a} de composition {\displaystyle x^{a}} à la pression {\displaystyle P_{b\to a}}.

On a :
{\displaystyle \left({\partial P_{a\to b} \over \partial T}\right)_{x}={{\bar {H}}^{b}\!\!\left(P_{a\to b},T,x^{b}\right)-\sum _{i=1}^{N}x_{i}^{b}\,{\bar {H}}_{i}^{a}\!\!\left(P_{a\to b},T,x\right) \over T\cdot \left({\bar {V}}^{b}\!\!\left(P_{a\to b},T,x^{b}\right)-\sum _{i=1}^{N}x_{i}^{b}\,{\bar {V}}_{i}^{a}\!\!\left(P_{a\to b},T,x\right)\right)}}
{\displaystyle \left({\partial P_{b\to a} \over \partial T}\right)_{x}={{\bar {H}}^{a}\!\!\left(P_{b\to a},T,x^{a}\right)-\sum _{i=1}^{N}x_{i}^{a}\,{\bar {H}}_{i}^{b}\!\!\left(P_{b\to a},T,x\right) \over T\cdot \left({\bar {V}}^{a}\!\!\left(P_{b\to a},T,x^{a}\right)-\sum _{i=1}^{N}x_{i}^{a}\,{\bar {V}}_{i}^{b}\!\!\left(P_{b\to a},T,x\right)\right)}}
Ainsi la variation de la pression de changement d'état d'un mélange n'est-elle pas la même selon le sens de la transformation :
{\displaystyle \left({\partial P_{a\to b} \over \partial T}\right)_{x}\neq \left({\partial P_{b\to a} \over \partial T}\right)_{x}}
En conséquence, pour un équilibre liquide-vapeur d'un mélange de composition donnée à température donnée, la pression de rosée (pression à laquelle apparait la première goutte de liquide dans le gaz) n'est pas identique à la pression de bulle (pression à laquelle apparait la première bulle de gaz dans le liquide).
Note 4 - Azéotropes et points de fusion congruents.
Dans certains cas, les deux phases en équilibre ont la même composition : par exemple si le système présente un azéotrope ou un point de fusion congruent. À la température {\displaystyle T}, les deux phases ont la même composition {\displaystyle x=x^{a}=x^{b}} et la même pression {\displaystyle P=P_{a\to b}=P_{b\to a}}. En application du théorème d'Euler, on a alors :
{\displaystyle \sum _{i=1}^{N}x_{i}^{b}\,{\bar {H}}_{i}^{a}\!\!\left(P_{a\to b},T,x\right)={\bar {H}}^{a}\!\!\left(P,T,x\right)}
{\displaystyle \sum _{i=1}^{N}x_{i}^{b}\,{\bar {V}}_{i}^{a}\!\!\left(P_{a\to b},T,x\right)={\bar {V}}^{a}\!\!\left(P,T,x\right)}
{\displaystyle \sum _{i=1}^{N}x_{i}^{a}\,{\bar {H}}_{i}^{b}\!\!\left(P_{b\to a},T,x\right)={\bar {H}}^{b}\!\!\left(P,T,x\right)}
{\displaystyle \sum _{i=1}^{N}x_{i}^{a}\,{\bar {V}}_{i}^{b}\!\!\left(P_{b\to a},T,x\right)={\bar {V}}^{b}\!\!\left(P,T,x\right)}
On obtient :
{\displaystyle \left({\partial P_{a\to b} \over \partial T}\right)_{x}=\left({\partial P_{b\to a} \over \partial T}\right)_{x}={{\bar {H}}^{b}-{\bar {H}}^{a} \over T\cdot \left({\bar {V}}^{b}-{\bar {V}}^{a}\right)}}
Dans les cas où les phases en équilibre ont la même composition, les courbes de changement d'état sont tangentes.

### Démonstration de la formule étendue
On suppose une phase {\displaystyle a} en équilibre avec une phase {\displaystyle b}. On étudie cet équilibre à composition de la phase {\displaystyle a} constante. En modifiant la pression et la température, seule la composition de la phase {\displaystyle b} est donc modifiée. Les deux phases sont des mélanges de {\displaystyle N} composants repérés par l'indice {\displaystyle i}. On note :
- {\displaystyle x_{i}^{a}} et {\displaystyle x_{i}^{b}} les fractions molaires du corps {\displaystyle i} respectivement dans les phases {\displaystyle a} et {\displaystyle b} ;
- {\displaystyle {\bar {H}}^{a}} et {\displaystyle {\bar {H}}^{b}} les enthalpies molaires respectives des phases {\displaystyle a} et {\displaystyle b} ;
- {\displaystyle {\bar {H}}_{i}^{a}} et {\displaystyle {\bar {H}}_{i}^{b}} les enthalpies molaires partielles du corps {\displaystyle i} respectivement dans les phases {\displaystyle a} et {\displaystyle b} ;
- {\displaystyle {\bar {S}}^{a}} et {\displaystyle {\bar {S}}^{b}} les entropies molaires respectives des phases {\displaystyle a} et {\displaystyle b} ;
- {\displaystyle {\bar {S}}_{i}^{a}} et {\displaystyle {\bar {S}}_{i}^{b}} les entropies molaires partielles du corps {\displaystyle i} respectivement dans les phases {\displaystyle a} et {\displaystyle b} ;
- {\displaystyle {\bar {V}}^{a}} et {\displaystyle {\bar {V}}^{b}} les volumes molaires respectifs des phases {\displaystyle a} et {\displaystyle b} ;
- {\displaystyle {\bar {V}}_{i}^{a}} et {\displaystyle {\bar {V}}_{i}^{b}} les volumes molaires partiels du corps {\displaystyle i} respectivement dans les phases {\displaystyle a} et {\displaystyle b} ;
- {\displaystyle \mu _{i}^{a}} et {\displaystyle \mu _{i}^{b}} les potentiels chimiques du corps {\displaystyle i} respectivement dans les phases {\displaystyle a} et {\displaystyle b}.

À l'équilibre des phases on a les relations, pour chaque composant :
(1) {\displaystyle \mu _{i}^{a}=\mu _{i}^{b}}
Puisque l'on fait varier la pression, la température et la composition tout en restant à l'équilibre des phases, les potentiels chimiques varient, pour chaque composant, selon :
(2) {\displaystyle \mathrm {d} \mu _{i}^{a}=\mathrm {d} \mu _{i}^{b}}
La relation de Gibbs-Duhem donne pour la phase {\displaystyle b} :
{\displaystyle {\bar {V}}^{b}\,\mathrm {d} P_{a\to b}-{\bar {S}}^{b}\,\mathrm {d} T=\sum _{i=1}^{N}x_{i}^{b}\,\mathrm {d} \mu _{i}^{b}}
En substituant la relation (2) pour chaque composant on a :
(3) {\displaystyle {\bar {V}}^{b}\,\mathrm {d} P_{a\to b}-{\bar {S}}^{b}\,\mathrm {d} T=\sum _{i=1}^{N}x_{i}^{b}\,\mathrm {d} \mu _{i}^{a}}
Pour la phase {\displaystyle a} dont la composition est constante, on a pour chaque composant la relation :
{\displaystyle \mathrm {d} \mu _{i}^{a}={\bar {V}}_{i}^{a}\,\mathrm {d} P_{a\to b}-{\bar {S}}_{i}^{a}\,\mathrm {d} T}
En substituant cette relation pour chacun des constituants dans la relation (3) on obtient :
{\displaystyle {\bar {V}}^{b}\,\mathrm {d} P_{a\to b}-{\bar {S}}^{b}\,\mathrm {d} T=\sum _{i=1}^{N}x_{i}^{b}\,{\bar {V}}_{i}^{a}\,\mathrm {d} P_{a\to b}-\sum _{i=1}^{N}x_{i}^{b}{\bar {S}}_{i}^{a}\,\mathrm {d} T}
{\displaystyle \left({\bar {V}}^{b}-\sum _{i=1}^{N}x_{i}^{b}\,{\bar {V}}_{i}^{a}\right)\,\mathrm {d} P_{a\to b}=\left({\bar {S}}^{b}-\sum _{i=1}^{N}x_{i}^{b}{\bar {S}}_{i}^{a}\right)\,\mathrm {d} T}
(4) {\displaystyle {\mathrm {d} P_{a\to b} \over \mathrm {d} T}={{\bar {S}}^{b}-\sum _{i=1}^{N}x_{i}^{b}{\bar {S}}_{i}^{a} \over {\bar {V}}^{b}-\sum _{i=1}^{N}x_{i}^{b}\,{\bar {V}}_{i}^{a}}}
Le théorème d'Euler implique que :
{\displaystyle {\bar {S}}^{b}=\sum _{i=1}^{N}x_{i}^{b}{\bar {S}}_{i}^{b}}
ainsi :
(5) {\displaystyle {\bar {S}}^{b}-\sum _{i=1}^{N}x_{i}^{b}{\bar {S}}_{i}^{a}=\sum _{i=1}^{N}x_{i}^{b}\left({\bar {S}}_{i}^{b}-{\bar {S}}_{i}^{a}\right)}
Étant donné les relations entre grandeurs molaires partielles :
{\displaystyle \mu _{i}^{a}={\bar {H}}_{i}^{a}-T{\bar {S}}_{i}^{a}}
{\displaystyle \mu _{i}^{b}={\bar {H}}_{i}^{b}-T{\bar {S}}_{i}^{b}}
en considérant la relation (1) :
{\displaystyle {\bar {H}}_{i}^{a}-T{\bar {S}}_{i}^{a}={\bar {H}}_{i}^{b}-T{\bar {S}}_{i}^{b}}
{\displaystyle {\bar {S}}_{i}^{b}-{\bar {S}}_{i}^{a}={{\bar {H}}_{i}^{b}-{\bar {H}}_{i}^{a} \over T}}
Par conséquent, la relation (5) devient :
{\displaystyle {\bar {S}}^{b}-\sum _{i=1}^{N}x_{i}^{b}{\bar {S}}_{i}^{a}={\sum _{i=1}^{N}x_{i}^{b}\,{\bar {H}}_{i}^{b}-\sum _{i=1}^{N}x_{i}^{b}\,{\bar {H}}_{i}^{a} \over T}}
Le théorème d'Euler implique que :
{\displaystyle {\bar {H}}^{b}=\sum _{i=1}^{N}x_{i}^{b}\,{\bar {H}}_{i}^{b}}
d'où :
{\displaystyle {\bar {S}}^{b}-\sum _{i=1}^{N}x_{i}^{b}{\bar {S}}_{i}^{a}={{\bar {H}}^{b}-\sum _{i=1}^{N}x_{i}^{b}\,{\bar {H}}_{i}^{a} \over T}}
En substituant cette relation dans la relation (4) et en considérant que la démonstration est faite à composition de la phase {\displaystyle a} constante, on obtient la formule de Clapeyron étendue aux mélanges :

### Application aux équilibres de mélanges idéaux
Si les deux phases en équilibre sont des mélanges idéaux, les enthalpies molaires partielles et les volumes molaires partiels se confondent respectivement avec les enthalpies molaires et les volumes molaires des corps purs aux mêmes pression, température et phases, soit :
{\displaystyle {\bar {H}}_{i}^{b}={\bar {H}}_{i}^{b,*}}
{\displaystyle {\bar {H}}_{i}^{a}={\bar {H}}_{i}^{a,*}}
{\displaystyle {\bar {V}}_{i}^{b}={\bar {V}}_{i}^{b,*}}
{\displaystyle {\bar {V}}_{i}^{a}={\bar {V}}_{i}^{a,*}}
En conséquence :
{\displaystyle \left({\partial P_{a\to b} \over \partial T}\right)_{x^{a}}={\sum _{i=1}^{N}x_{i}^{b}\left({\bar {H}}_{i}^{b,*}-{\bar {H}}_{i}^{a,*}\right) \over T\cdot \sum _{i=1}^{N}x_{i}^{b}\left({\bar {V}}_{i}^{b,*}-{\bar {V}}_{i}^{a,*}\right)}}
Les corps purs n'existent pas nécessairement dans les phases {\displaystyle a} et {\displaystyle b} dans les conditions de pression {\displaystyle P_{a\to b}} et de température {\displaystyle T} du mélange. Néanmoins, pour les phases condensées (liquide et solide) il peut être considéré que les propriétés de ces phases sont indépendantes de la pression, elles sont généralement données en fonction de la température seule : elles peuvent en conséquence être utilisées à la température du mélange mais pour des pressions auxquelles les phases condensées n'existent pas. Pour un gaz, le gaz idéal est un gaz parfait qui peut exister à toute pression et toute température ; de plus l'enthalpie d'un gaz parfait ne dépend pas de la pression en vertu de la loi de Joule-Thomson. On note, pour tout corps {\displaystyle i} :
{\displaystyle {\bar {V}}_{i}^{b,*}-{\bar {V}}_{i}^{a,*}=\Delta _{a\to b}V_{i}}
{\displaystyle {\bar {H}}_{i}^{b,*}-{\bar {H}}_{i}^{a,*}=\Delta _{a\to b}H_{i}}
La formule de Clapeyron étendue aux mélanges idéaux s'exprime selon :
avec :
- {\displaystyle \Delta _{a\to b}H_{i}} l'enthalpie de changement d'état du corps {\displaystyle i} pur à la température {\displaystyle T} ;
- {\displaystyle \Delta _{a\to b}V_{i}={\bar {V}}_{i}^{b,*}-{\bar {V}}_{i}^{a,*}} l'écart des volumes molaires respectifs du corps {\displaystyle i} pur dans les phases {\displaystyle b} et {\displaystyle a} à la température {\displaystyle T} ; pour un gaz parfait {\displaystyle {\bar {V}}_{i}^{*}={RT \over P_{a\to b}}}.

Pour la pression de bulle {\displaystyle P_{b}} d'un mélange liquide idéal, la phase {\displaystyle b} est une phase gaz, la phase {\displaystyle a} la phase liquide. L'enthalpie de changement d'état d'un corps pur est donc son enthalpie de vaporisation :
{\displaystyle {\bar {H}}_{i}^{b,*}-{\bar {H}}_{i}^{a,*}=\Delta _{a\to b}H_{i}=\Delta _{\text{vap}}H_{i}}
Au basses pressions, le volume molaire d'une phase condensée est négligeable devant celui d'un gaz en équilibre, aussi puisque la phase {\displaystyle b} est un mélange de gaz parfaits :
{\displaystyle {\bar {V}}_{i}^{b,*}\gg {\bar {V}}_{i}^{a,*}}
{\displaystyle \sum _{i=1}^{N}x_{i}^{b}\Delta _{a\to b}V_{i}\approx \sum _{i=1}^{N}x_{i}^{b}{\bar {V}}_{i}^{b,*}=\sum _{i=1}^{N}x_{i}^{b}{RT \over P_{a\to b}}={RT \over P_{a\to b}}}
{\displaystyle \left({\partial P_{a\to b} \over \partial T}\right)_{x^{a}}={\sum _{i=1}^{N}x_{i}^{b}\Delta _{a\to b}H_{i} \over R}{P_{a\to b} \over T^{2}}}
De même, pour la pression de rosée {\displaystyle P_{\text{r}}} d'un mélange gazeux idéal, la phase {\displaystyle b} est une phase liquide, la phase {\displaystyle a} la phase gaz. L'enthalpie de changement d'état d'un corps pur est donc son enthalpie de liquéfaction :
{\displaystyle {\bar {H}}_{i}^{b,*}-{\bar {H}}_{i}^{a,*}=\Delta _{a\to b}H_{i}=-\Delta _{\text{vap}}H_{i}}
Pour les volumes molaires aux basses pressions, celui du liquide étant négligeable devant celui du gaz : {\displaystyle {\bar {V}}_{i}^{a,*}\gg {\bar {V}}_{i}^{b,*}}.
On a par conséquent les formules de Clausius-Clapeyron pour les pressions de bulle et de rosée d'un mélange idéal :
avec :
- {\displaystyle P_{b}} la pression de bulle du mélange liquide à {\displaystyle T} ;
- {\displaystyle P_{\text{r}}} la pression de rosée du mélange gazeux à {\displaystyle T} ;
- {\displaystyle \Delta _{\text{vap}}H_{i}} l'enthalpie de vaporisation du corps {\displaystyle i} pur à {\displaystyle T} ;
- {\displaystyle x_{i}^{\text{l}}} et {\displaystyle x_{i}^{\text{g}}} les fractions molaires respectives du corps {\displaystyle i} en phases liquide et gaz.

Puisque les enthalpies de vaporisation des corps purs sont des grandeurs positives, les deux pressions {\displaystyle P_{b}} et {\displaystyle P_{\text{r}}} idéales ont une pente négative en fonction de {\displaystyle 1/T} : elles ne peuvent donc qu'augmenter en fonction de {\displaystyle T}. Or autour du point critique les courbes réelles présentent localement des pentes négatives en fonction de {\displaystyle T}, voir figure 5. Par conséquent les courbes idéales ne peuvent pas représenter un point critique.
Pour un corps pur la formule de Clausius-Clapeyron donne :
{\displaystyle \left({\mathrm {d} \ln P_{i}^{\text{sat}} \over \mathrm {d} {1 \over T}}\right)=-{\Delta _{\text{vap}}H_{i} \over R}}
avec {\displaystyle P_{i}^{\text{sat}}} la pression de vapeur saturante du composant {\displaystyle i} à la température {\displaystyle T}, d'où :
Un équilibre liquide-vapeur idéal suit la loi de Raoult. Pour chaque composant {\displaystyle i} on a {\displaystyle x_{i}^{\text{g}}P=x_{i}^{\text{l}}P_{i}^{\text{sat}}}. En conséquence :
La loi de Raoult donne également {\displaystyle P_{b}=\sum _{i=1}^{N}x_{i}^{\text{l}}P_{i}^{\text{sat}}} et {\displaystyle {1 \over P_{\text{r}}}=\sum _{i=1}^{N}{x_{i}^{\text{g}} \over P_{i}^{\text{sat}}}}. En introduisant ces expressions dans les deux relations ci-dessus celles-ci deviennent explicites en la pression considérée et ne dépendent plus que de la température et de la composition de phase constante. D'autre part, en dérivant ces expressions on retrouve les relations ci-dessus : la formule de Clausius-Clapeyron étendue aux équilibres liquide-vapeur de mélanges idéaux est cohérente avec la loi de Raoult.